# Acanthochitona variegata
Acanthochitona variegata är en blötdjursart som först beskrevs av Hugo Frederik Nierstrasz 1906.  Acanthochitona variegata ingår i släktet Acanthochitona och familjen Acanthochitonidae. Inga underarter finns listade i Catalogue of Life.